# Маската
„Маската“ (на английски: The Mask) е американски супергеройски фентъзи филм от 1994 г. на режисьора Чък Ръсел, базиран на едноименния комикс на Дарк Хорс Комикс. Премиерата му е на 29 юли 1994 г. В него участва Джим Кери в ролята на Стенли Ипкис, който намира маската на Локи, която го превръща в супергероя Маската – шегаджия с магически сили, който няма никакви задръжки. Във филма участват още Питър Рийгърт, Питър Грийн, Ейми Ясбек, Ричард Джени, Бен Стийн, Джоули Фишър и Камерън Диас, за която това е дебют в киното.

## Български дублажи
| Превод             | Ирина Димитрова                                            |
| Тонрежисьор        | Добромир Чочов                                             |
| Озвучаващи артисти | Даринка Митова Станислав Пищалов Силви Стоицов Васил Бинев |

| Обработка              | Продуцентско направление „КИНО“                                                  |
| ---------------------- | -------------------------------------------------------------------------------- |
| Изпълнителен продуцент | Тодор Игнатов                                                                    |
| Превод                 | Ива Стойкова                                                                     |
| Тонрежисьор            | Николай Пефев                                                                    |
| Режисьор на дублажа    | Пенка Тотева                                                                     |
| Озвучаващи артисти     | Кристина Илиева Димитър Димитров Владимир Колев Златко Павлов Станислав Димитров |

| Преводач            | Венета Маринова                                                                          |
| Редактор            | Жанет Радулова                                                                           |
| Тонрежисьор         | Иглика Атанасова                                                                         |
| Режисьор на дублажа | Румяна Гунинска                                                                          |
| Озвучаващи артисти  | Елена Русалиева Ирина Маринова Иван Танев Николай Николов Тодор Николов Стефан Димитриев |

| Преводач           | Венета Маринова                                                                         |
| Редактор           | Яна Янева                                                                               |
| Тонрежисьор        | Венцислав Велев                                                                         |
| Озвучаващи артисти | Елена Русалиева Татяна Захова Иван Танев Стефан Димитриев Николай Николов Тодор Николов |

| Преводач            | Антония Халачева                                                                                  |
| Тонрежисьор         | Наско Кашаров                                                                                     |
| Режисьор на дублажа | Здрава Каменова                                                                                   |
| Озвучаващи артисти  | Ася Рачева Радосвета Василева Николай Николов Александър Воронов Здравко Методиев Димитър Кръстев |